# Sas Concas

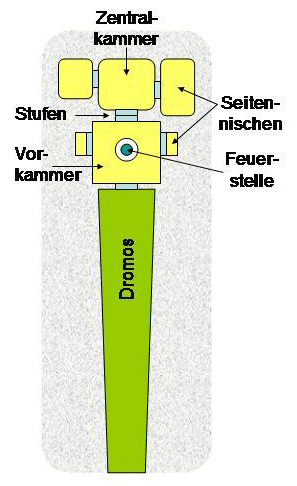
Sas Concas, Prinzipskizze der Anlage Nuova Ovest

Die Domus de Janas von Sas Concas liegen in der Provinz Nuoro (NU) auf Sardinien, rechts der Straße SS128 in Richtung Oniferi, kurz hinter der Unterquerung der „SS 131dir“, jenseits eines kleinen Baches an einem Südhang. In einigen der 20 mehrräumigen Felsengräber befinden sich an den Wänden kopfstehende Totensymbole und kultisch-magische Schälchen (cupules). 
Zwei der Grabstätten, die Tomba dell'Emiclieo und die Tomba Nuova Ovest, waren wegen der schematischen menschlichen Petroglyphen Gegenstand einer Studie. Die Ähnlichkeit der armleuchterförmigen Menschendarstellungen mit den Statuenmenhiren von Laconi lässt vermuten, dass die Figuren auf eine Nutzung einiger der Gräber durch Angehörige der Monte-Claro-Kultur zurückgehen. 

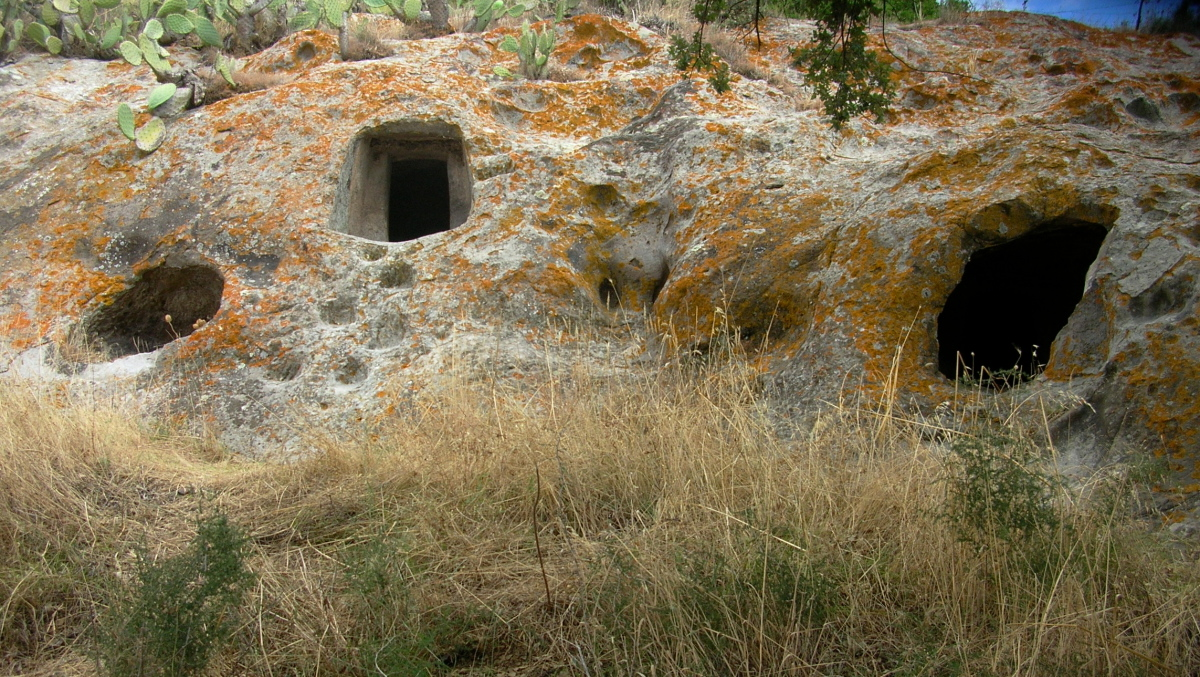
Sas Concas

Die stratigraphischen Daten aus den Ablagerungen in der Anticella der Tomba Nuova Ovest (Ausgrabung durch V. Santoni 1972) zeigen folgende Abfolge der materiellen Kultur: 
1. Nuragische Zivilisation der mittleren Bronzezeit I;
2. Bonnanaro-Kultur;
3. Glockenbecherkultur;
4. Kulturen von Abealzu-Filigosa.

Eine analoge Kontinuität der Nutzung, mit geringen Unterschieden, wird in Santu Pedru bei Alghero und in Molimentos bei Benetutti gefunden. Der Horizont von Monte Claro fehlt jedoch im Tomba Nuova Ovest.
Aus der Betrachtung des Todes als das Gegenbild des Lebens ergibt sich die folgerichtige Darstellung des Toten mit dem Kopf nach unten, als Umkehrung eines Lebenden. Im selben Zusammenhang sind die kopfstehend beigegebenen Tongefäße im Hausrat der Toten, wie man sie in Santu Pedru fand, zu sehen. 
Wie tief diese Symbolik im sardischen Volkstum verwurzelt ist, zeigt eine kopfstehende Frau auf dem Architraven der romanischen Doppelapsidenkirche San Michele Arcangelo in Siddi und die im sardischen Sprachgebrauch gängige Umschreibung: a farrankas in susu (mit den Beinen nach oben), wenn von Toten die Rede ist. 
Da das kopfstehende Tanitsymbol in dem phönizisch-punischen Grab auf dem Monte Sirai, wie die Petroglyphen von Sas Concas außerhalb Sardiniens keinerlei zeitgenössische Entsprechungen besitzen, muss man annehmen, dass es von der Hand eines sardischen Steinmetzen in punischen Diensten stammt, der hier uralte sardische Vorstellungen verwirklichte.